# Раздорский этнографический музей-заповедник
Раздорский этнографический музей-заповедник — музей-заповедник в станице Раздорская Ростовской области.

## История
Начало истории музея-заповедника относится к 1953 году, когда учителем раздорской средней школы Л. Т. Агарковым был основан школьный краеведческий музей.
25 февраля 1988 года при поддержке писателя Анатолия Вениаминовича Калинина постановлением Совета Министров РСФСР создан Раздорский этнографический музей-заповедник. Позже фонды школьного краеведческого музея также были переданы этногорафическому музею-заповеднику.
Музей обладает значимыми коллекциями, отражающими культуру и быт народов, населявших территорию, входящую в состав музея-заповедника (станица Раздорская и её юртовые казачьи хутора Пухляковский и Коныгин с прилегающими к ним историко-природными ландшафтами, а также острова Поречный и Гостевой), с древнейших времён до настоящего времени. Территория Раздорского музея-заповедника составляет 3650 га.
Станица Раздорская считается первой столицей донского казачества, первое упоминание о ней относится к августу 1571 года. До 1622 года она являлась центром войска Донского. На этой территории обнаружены многочисленные памятники различных исторических эпох: неолита, бронзового и железного веков, а также средневековья. В станице учеными найдены следы проживания различных народов, таких как киммерийцы, скифы, сарматы, аланы, готы, гунны, хазары, половцы и монголы. Во время археологических исследований 1994 года на территории заповедника были обнаружены погребения различных древних культур: ямная, катакомбная, срубная, а также салтово-маяцкая культура (культура Хазарского каганата). Ранее исследователями было обнаружено болгарское погребение.
На хуторе Пухляковский (1780, Собаченский до 1905 года), расположенном в пяти километрах от Раздоров, в 1976 году была открыта картинная галерея, в которой представлены полотна российских художников: И. И. Крылова, Е. Е. Лансере, В. А. Овечкина, В. К. Нечитайло и др.
Хутор Коныгин (1788), что находится в семи километрах от станицы Раздоровской, представляет собой типичное казачье поселение с сохранившимися старинными постройками, майданной площадью и Рождественско-Богородицкой церковью, построенной в 1879 году.
На острове Поречный (662 га) в XVI веке находился Раздорский городок, обнесенный тыном (оградой из плетня), который в настоящее время утрачен.
Раздоры ― единственный в своем роде музей в России.
Основной и научно-вспомогательный фонды распределены по коллекциям: живопись, графика, скульптура, нумизматика, бонистика, фалеристика, археология, металл, дерево и мебель, керамика и стекло, ткань, кожа и мех, фотографии, изделия прикладного искусства, письменные источники.

## Адрес
- 346560, Ростовская область, Усть-Донецкий район, станица Раздорская, ул. Калинина, 117.
- Хутор Пухляковский, переулок Городской, 14.